# 加納隆至
 加納 隆至（かのうたかよし、1938年3月16日 - ）は、日本の霊長類学者、京都大学霊長類研究所教授を経て、同大学名誉教授。今西錦司と伊谷純一郎に師事。チンパンジーとボノボを調査。西田利貞と伊沢紘生とは大学院の同級生。

## 経歴
大阪生まれ。1963年京都大学理学部卒、1968年ジョージア州エモリー大学附属ヤーキース霊長類研究所勤務、1970年琉球大学保健学部助教授、1971年「タンガニイカ湖東岸のオープンランドにおけるチンパンジーの分布と適応」で京都大学より理学博士の学位を取得、1984年琉球大学教授、1987年京都大学霊長類研究所教授、2001年定年退官、名誉教授。2018年春の叙勲で瑞宝中綬章を受章。

## 著書
- 『最後の類人猿―ピグミーチンパンジーの行動と生態』（自然誌選書）（1986年）（どうぶつ社）
- 『森を語る男』（1996年）東京大学出版会

### 共編著
- 『エーリアの火―アフリカの密林の不思議な民話』(自然誌選書)加納典子共著（1987年）どうぶつ社
- 『アフリカを歩く フィールドノートの余白に』黒田末寿、橋本千絵共編著 以文社 2002

## 論文
- 国立情報学研究所収録論文 国立情報学研究所

## 参考
- 退官にあたって 加納隆至 霊長類研究所年報 2001-10-01